# Philodromus marmoratus
Philodromus marmoratus este o specie de păianjeni din genul Philodromus, familia Philodromidae, descrisă de Kulczynski, 1891. Conform Catalogue of Life specia Philodromus marmoratus nu are subspecii cunoscute.